# دونالد كاري وليامز
دونالد كاري وليامز، (بالإنجليزية: D. C. Williams)‏ (وُلد في 28 مايو من عام 1899- تُوفي في 16 يناير من عام 1983)، يُشار إليه عادةً باسم دي. سي. وليامز. كان وليامز فيلسوفًا وأستاذًا أمريكيًا في جامعتي كاليفورنيا في لوس أنجلوس (بين عامي 1930 و1938) وهارفرد (بين عامي 1939 و1967).

## أعماله
كتب وليامز حول مجموعة واسعة من الموضوعات الفلسفية، بما في ذلك الميتافيزيقا، والأبستمولوجيا، وفلسفة العقل، وفلسفة اللغة، والمنطق، وفلسفة العلم، ونظرية الاحتمال، والاستقراء، وفلسفة التاريخ، والأخلاقيات، وتاريخ الفلسفة. فيما يلي استعراض لمساهماته الأكثر أهميةً وتأثيرًا وحسب.

### التجريبية والواقعية
يعتقد وليامز أن هدف التجريبية متمثل في وصف «أهمية التجربة» وشرحها، بالإضافة إلى «صقل تفسيرنا لبقية العالم بصورة معقولة وموثوقة». يرى الفهم التقليدي للتجريبية -الذي تعود جذوره إلى جون لوك- أهمية التجربة باعتبارها أساسًا نستند إليه في تشكيل مفاهيمنا والتحقق من بعض الاستنتاجات المتعلقة بمعرفتنا حول بقية العالم، لا سيما الأمور التي لم نختبرها.

ترى النظرية التجريبية –تبعًا لوليامز- أن المعرفة الاستدلالية مُكتسبة بصورة استقرائية. اعتقد وليامز أن الاستقراء غير مقتصر على التجربة ومضمونها وليس حكرًا على العلم، فللاستقراء «مدى أنطولوجي» يشمل الأشياء في حد ذاتها.  تُعتبر التجريبية والواقعية نظريتين متوافقتين، وبذلك تبنّى وليامز «الواقعية التجريبية». يصف وليامز الواقعية التجريبية على النحو التالي:
تُعتبر «الواقعية التجريبية» الخاصة بنا واقعيةً بمعناها الأقدس، فهي تقر بوجود معرفة صحيحة بالطبيعة وبعالم منفصل عن تصوراتنا ومستقل عنها، وتجزم بوجود بداهة منفصلة ومستقلة عن فكرنا وكلامنا حولها، لكنها في الوقت ذاته تجريبيةً بمعناها الكلاسيكي، فهي تؤكد أن كل المعرفة -بما في ذلك هذه المعرفة- مكوّنة من تركيبات تصورية جمعتها التجارب الحسية وتحققت منها. 

### الاستقراء والاحتمال
نشر وليامز كتابًا حول مشكلة الاستقراء تحت عنوان أساس الاستقراء (1947)، إذ ناقش فيه الفكرة القائلة إن أخذ العينات الإحصائية من شأنه أن يعالج شكوكية هيوم فيما يتعلق بالاستقراء.

### الميتافيزيقيا: الأنطولوجيا
يرى وليامز الأنطولوجيا باعتبارها دراسة لفئات ما هو موجود. عادةً ما يجري تناول مضمون الأنطولوجيا باستخدام أسلوب استقصاء تحليلي، أي تحليل (س) من حيث أجزاء (س) مهما تكن ماهية (س). يوصلنا التحليل إلى طبيعة (س). يُعتبر هذا التحليل تحليلًا كلاسيكيًا تفكيكيًا، فهو يعطي الأولوية التفسيرية للأجزاء على حساب الكل. تُعتبر الأنطولوجيا التحليلية أحد فروع الميتافيزيقيا. 
تتجسد القضية الرئيسية في الأنطولوجيا التحليلية في التمييز بين الموضوع والخاصية. قد يمتلك الموضوع العديد من الخواص، وقد تمتلك عدة مواضيع الخاصية ذاتها. يمتلك هذا الكرسي خاصية كونه ذا لون أحمر، ومصنوعًا من الخشب، وقاسيًا، إلخ. يتشارك هذا الكرسي وكل كرسي آخر في هذه الغرفة (على سبيل المثال) بخاصية واحدة: اللون الأحمر. تتعلق الحالة الأولى بالحمل، بينما ترتبط الحالة الثانية بالتشابه، لا سيما التشابه بين المواضيع العادية في النواحي الذاتية.
يشير وليامز في مقالته «عناصر الوجود» إلى أن تشابه كرسيين حمراوين من حيث اللون يمكن تفسيره من خلال حقيقة أن لكل كرسي منهما جانب أو جزء معين شبيه بالآخر تمامًا. يشبه «الجزء الأحمر» من هذا الكرسي «الجزء الأحمر» من ذاك الكرسي تمامًا، الأمر الذي يثبت حقيقة أن كل كرسي منهما يشبه الآخر من حيث اللون. تُعتبر هذه «الأجزاء» «دقيقة» أو «رفيعة» أو مجردة من ناحية ما، أي أن الكينونة المجردة هي نوع معين من جزء من كل. تُعتبر هذه الأجزاء بمثابة جزئيات أيضًا، وهي ذات خصوصية مثلها مثل كل كرسي. وبالتالي، تُعتبر بمثابة جزئيات مجردة، أو كما يسميها وليامز «استعارات». يفسر هذا التحليل التشابه بين المواضيع العادية في النواحي الذاتية.

## وصلات خارجية
- دونالد كاري وليامز على موقع الموسوعة البريطانية (الإنجليزية)